# Nick Drake
Nicholas Rodney Drake (Rangum, 19 de junho de 1948 — Warwickshire, 25 de novembro de 1974), conhecido como Nick Drake, foi um cantor e compositor britânico, nascido na antiga Birmânia. A origem deve-se ao trabalho do pai: quando tinha quatro anos, a família de Nick mudou-se de volta para Inglaterra.
É conhecido por suas canções com temas outonais e melancólicos e por sua técnica virtuosa ao violão, chegando a ser considerado um dos compositores mais influentes dos últimos cinquenta anos. Seus três discos oficiais foram incluídos, depois de décadas, entre os melhores da história, como em listas das revistas Rolling Stone e TIME.
Os Drakes viveram numa pequena vila chamada Tanworth-In-Arden, numa grande casa de tijolos vermelhos a que chamavam "Far Leys". Ainda criança, aprendeu a tocar piano, graças à mãe, Molly Drake, pianista, violoncelista, cantora e compositora. De família rica, estudou nos melhores colégios da Inglaterra, entre os quais Marlborough, onde aprendeu a tocar clarinete e saxofone.
Em 1967, Nick ingressou na Universidade de Cambridge para estudar Literatura. Iniciou, também, apresentações em festivais, nos quais diz-se que impressionava a todos com seu talento para compor e pela habilidade peculiar com que tocava o violão, instrumento que lhe fora ensinado por um amigo de colégio. Na década de 1960, a ideia de aprender tal instrumento foi repreendida pela família, que o considerava de mau gosto e como um símbolo rebelde.

## Biografia
Nicholas Rodney Drake nasceu em 19 de junho de 1948, em uma família de classe média-alta na Birmânia. Seu pai, Rodney (1908–1988) mudou-se para lá na década de 1930 para trabalhar como engenheiro na Bombay Burmah Trading Corporation. Em 1934, Rodney encontrou a filha de um alto funcionário da Indian Civil Service, Mary Lloyd (1916–1993), mais conhecida por sua família como Molly. Rodney propôs o casamento entre ambos em 1936, mas por imposições da família daquela, teve de esperar até que completasse vinte anos. Na década de 1950, retornaram a Tanworth-in-Arden, uma vila de Warwickshire, para viver em Far Leys. Drake teve uma irmã mais velha, Gabrielle Drake, posteriormente reconhecida como atriz. Seus pais apresentavam inclinações musicais: também eram compositores. Em particular, gravações feitas por sua mãe reveladas após a morte do filho, revelam grande semelhança melódica entre ambos. Mãe e filho partilham da uma mesma frágil voz, e tanto Gabrielle quanto Dan Trevor notaram também as trágicas histórias cantadas. Incentivado por Molly, Drake aprendeu a tocar piano quando criança, e começou a compor suas primeiras melodias.
Em 1957, Drake se inscreveu na Eagle House School, uma escola preparatória. Cinco anos mais tarde, ele ingressa em Marlborough College, Wiltshire, onde seu pai, avô e bisavô haviam estudado. Ele desenvolveu interesse por esportes, até hoje é detentor do recorde de 100 metros rasos do colégio. Foi capitão da equipe de rugby, seus colegas lembram que neste tempo ele era um "calmo autoritário". Seu pai lembrou que "em um dos seus relatórios o diretor escreveu que ninguém sabia plenamente quem era Nick Drake.
Aprendeu clarinete e saxofone e se apresentava com a banda da escola. Entre 1964 e 1965, ele formou uma banda com outros quatro amigos. Era principalmente o pianista, ocasionalmente contribuiu com saxofone e vocais. Intitulado The Perfumed Gardeners, o grupo realizava versões de Pye, bem como números de The Yardbirds e Manfred Mann. Foi logo expulso por seu gosto musical, visto como pop demais para os outros integrantes. Em Marlborough, ele começou a negligenciar os seus estudos em favor da música. Em 1965, Drake pagou treze libras esterlinas por seu primeiro violão e logo começou com experimentalismos, como afinação própria.

Cambridge - Fitzwilliam College, onde Nick Drake estudou Literatura.

Em 1966, ganhou uma bolsa para estudar Literatura Inglesa na Universidade de Cambridge. Ele atrasou seu ingresso, pois estava na Universidade de Aix, em Marseille, França — o início é em fevereiro de 1967. Enquanto em Aix, ele começou a praticar guitarra acústica a sério, e para ganhar dinheiro, se apresentava com amigos no centro da cidade. Drake começou a fumar maconha, e naquela primavera ele viajou com amigos para o Marrocos. Provavelmente, teve sua primeira experiência com LSD enquanto em Aix. As letras escritas durante este período — em especial a canção "Clothes of Sand" — sugerem o uso de alucinógenos.
Após retornar à Inglaterra, ele passou a viver com sua irmã, Gabrielle Drake, em Hampstead, Londres, antes de serem admitidos em Cambridge, em outubro. Seus tutores o descreviam como aluno brilhante, porém com pouco interesse em explorar suas habilidades. Ele tinha dificuldade de relacionamento com os outros alunos. Em Cambridge, praticava rugby, e sua estatura de 191 cm o destacava nesse esporte. Interesse perdido logo depois; preferia ficar em seu quarto de colégio fumando maconha, ouvindo e tocando música.
Em setembro de 1967, ele conheceu Robert Kirby, estudante de música que orquestraria muitos arranjos de corda para os dois primeiros discos de Nick Drake. Por este tempo, Drake tinha descoberto o folk inglês e outros compositores. Foi influenciado por artistas, como Bob Dylan, Josh White, Phil Ochs e Jackson C. Frank.[carece de fontes?]
Começou a realizar apresentações em clubes locais e cafés de Londres, e em fevereiro de 1968, foi descoberto por Ashley Hutchings, da banda Fairport Convention.[carece de fontes?] Hutchings recorda ter ficado impressionado com sua habilidade como guitarrista. Nick foi recomendado a Joe Boyd, famoso por suas produções, entre elas, as de Pink Floyd e Jimi Hendrix.[carece de fontes?]
Nick Drake era considerado uma pessoa elegante, gerando alguma atenção por parte do público feminino. Além da sua elegância, era uma pessoa calma e introvertida. Não tinha muitos amigos e ninguém sabia exactamente o que se passava na sua mente. Costumava ficar muito tempo sozinho, quando então aproveitava para melhorar as suas técnicas com a guitarra. Segundo algumas fontes, o cantor nunca teve um relacionamento amoroso, que fez com que alguns dos seus amigos suspeitassem de uma possível homossexualidade, embora tal facto nunca tenha sido confirmado.[carece de fontes?]

### Five Leaves Left
O álbum foi lançado em setembro de 1969. Contou com a participação de artistas folk de Londres, como o guitarrista Richard Thompson, e o baixista Danny Thompson, integrante da banda Pentangle. Inspirado pela produção de John Simon e do primeiro álbum de Leonard Cohen, Joe Boyd queria um disco intimista.
As primeiras gravações não iam bem, as sessões eram irregulares e apressadas, o estúdio foi emprestado a banda Fairport Convention para gravação do álbum Unhalfbricking. Surgiram tensões entre artista e produtor quanto à direção que o álbum deveria seguir. Boyd defendia o uso das inúmeras possibilidades de um estúdio, enquanto Drake preferia algo mais orgânico.[carece de fontes?]
Danny já havia percebido a inquietude de Drake com as gravações das primeiras sessões. Ambos estavam descontentes com a contribuição da Hewson, o primeiro arranjador, que sentiam ser muito técnico para as canções. Drake sugeriu a contratação do amigo Robert Kirby, embora Boyd não quisesse que um músico amador, ainda aluno, realizasse a gravação de um disco. No entanto, ele ficou impressionado com algumas gravações anteriormente feita pelos dois. Kirby já havia apresentado a Drake alguns arranjos para suas canções. Ambos, porém, não se sentiam confiantes o suficiente para compor a peça central do álbum, "River Man", e Boyd foi obrigado a aumentar o orçamento para contratar o veterano compositor Harry Robinson, com a instrução de ecoar compositores clássicos, como Frederick Delius e Maurice Ravel.[carece de fontes?]
Pós-produzido, dificuldades levaram o adiamento do lançamento do disco por vários meses. Quando foi finalmente lançado, os comentários na imprensa musical foram poucos e apáticos. Em julho, Melody Maker referiu-se ao álbum como "poético" e "interessante". NME escreveu em outubro que "quase não havia variedade suficiente para torná-lo divertido". É recebido pouco apoio, a não ser do programa de John Peel, que ocasionalmente tocava algumas faixas. Drake estava descontente com o modo com que o disco foi impresso, com a ordem de execução diferente das faixas e omissão de trechos gravados no estúdio.
| “ | Ele foi muito sigiloso. Eu sabia que ele estava fazendo um álbum, mas eu não sabia que o trabalho já estava concluído até que ele entrou no meu quarto e disse: "Aqui está". Ele jogou-o sobre a cama e caminhou para fora. | ” |

### Bryter Layter

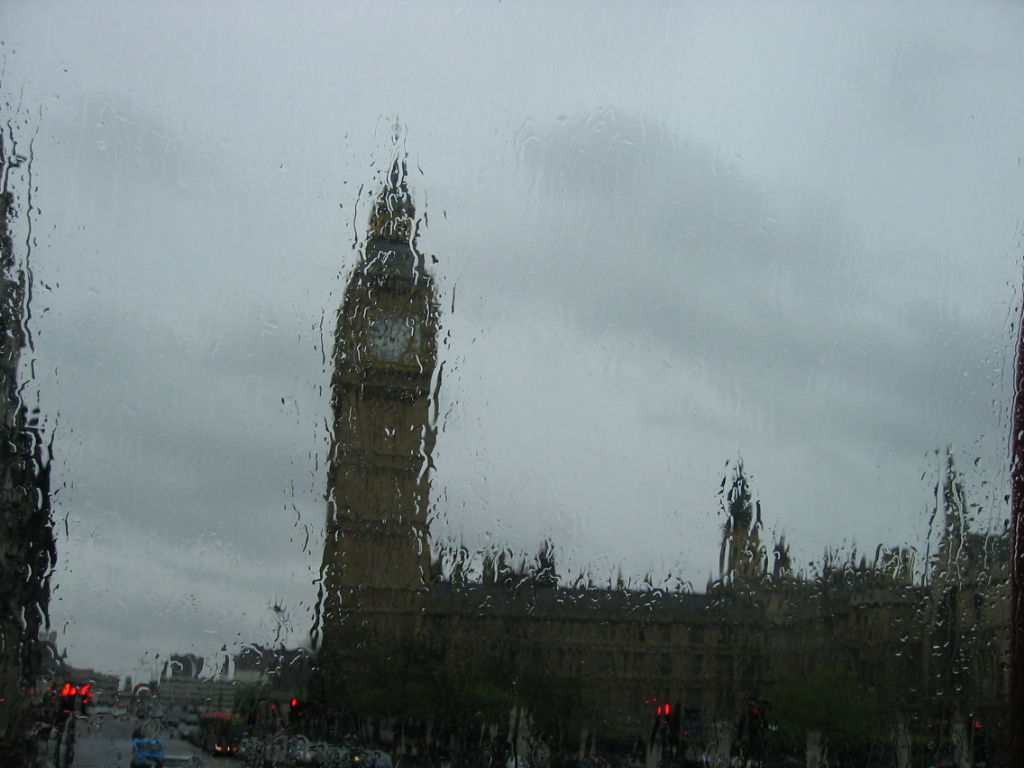
Londres Mudou-se para a cidade no outono

Drake encerrou seus estudos em Cambridge apenas nove meses antes da formatura, e, em 1969, mudou-se para Londres para dedicar-se à sua carreira musical. Seu pai se lembra de "escrever longas cartas a ele, apontando as inconveniências de ir para longe de Cambridge. Nelas, dizia que a graduação era uma maneira de obter segurança, se acaso a conseguisse, teria algo para fazer, mesmo se falhasse. Sua resposta ao pai foi que segurança era a única coisa que ele não desejava.
Seus primeiros meses em Londres foram inconstantes, ocasionalmente ficava na casa da irmã, mas muitas vezes dormia na casa de amigos, sobre o sofá e até no chão. Em uma tentativa de trazer alguma estabilidade para a vida de Nick, Boyd montou e pagou por um apartamento térreo em Belsize Park, Camden.
Em agosto, havia gravado três canções solo pela BBC, nas sessões de John Peel. Dois meses mais tarde, ele abriu o concerto do Fairport Convention, no Royal Festival Hall em Londres. Seguido por aparições em clubes folks de Birmingham e Hull. Lembrando o desempenho em Hull, o cantor folk Michael Chapman comentou: "Não havia canções folks como as dele… O público perdia completamente o ponto. Ele não disse uma palavra toda a noite. Foi realmente muito triste assistir. Eu não sei o que o público esperava, quero dizer, eles não deviam saber que eles não estavam indo assistir um espetáculo convencional, mas um show de Nick Drake."[carece de fontes?] Com isso, reforçou a decisão de parar de fazer coisas que não queria. Poucos foram os concertos, eram geralmente breves, desagradáveis, e sem a atenção do público. Drake parecia disposto a interpretar suas canções, raramente abordava a sua plateia. Como muitas de suas canções necessitavam de uma afinação diferente, parava o concerto para afinar seu instrumento e depois apresentava a próxima canção.
Embora a reconhecimento gerado por Five Leaves Left tenha sido pequeno, Boyd estava interessado em construir um novo disco com uma dinâmica parecida. Bryter Layter, novamente produzido por Boyd e tendo Wood como engenheiro, é mais alegre, com elementos do jazz. Decepcionado por sua estreia com pequeno desempenho comercial, Drake tentou abandonar seu estilo pastoral e concordou com seu produtor e sugestões do baixista e baterista que tocaram nas gravações. "Foi mais que um som pop, suponho eu", disse Boyd mais tarde, "Eu imaginava que o disco tivesse mais sucesso comercial".
Tal como o seu antecessor, o álbum tem a ajuda músicos da banda Fairport Convention, bem como contribuições de John Cale, integrante da banda Velvet Underground. Trevor Dann constatou que, embora a sessões de "Northern Sky" tenha mais características de Cale, a canção foi o mais próximo que Drake chegou de lançar um sucesso comercial. Em 1999, em autobiografia, Cale admite ter usado heroína durante este período, e um antigo amigo, Brian Wells, suspeita que Drake também tivesse usado.
Tanto Boyd quanto Wood ficaram confiantes de que o álbum seria um sucesso, mas ele vendeu menos de três mil exemplares. As críticas foram novamente variadas: enquanto a Record Mirror elogiou Drake como "um ótimo violonista, límpido, e acompanhado com suaves e maravilhosos arranjos", Melody Maker descreveu o álbum como "uma mistura de folk e uma desagradável fusão jazzística".
| “ | Ele era uma pessoa muito calada. Foi difícil descobrir o que se passava em sua mente. Ele fazia música com uma verdadeira sensualidade – muito diferente da música folk inglesa. | ” |

Logo após o lançamento, Boyd vendeu a Island Records e se mudou para Los Angeles, foi trabalhar com a Warner Brothers para o desenvolvimento de trilhas sonoras para filmes. A perda de seu mentor, além das escassas vendas do álbum, levaram Drake a ser assolado pela depressão. Sua atitude em Londres havia mudado: ele estava descontente, visivelmente nervoso e desconfortável com o desempenho de uma série de concertos no início de 1970. Em junho, Drake fez uma de suas últimas apresentações no Ewell Técnico College, em Londres. Ralph McTell, que também se apresentou naquela noite lembra que "Nick foi monossilábico. Nesse evento ele estava muito tímido. Fez o primeiro parte e algo terrível deve ter acontecido. Ele estava interpretando sua canção, "Fruit Tree", e algumas pessoas andaram ao seu lado. Em seguida ele deixou o palco". Sua frustração tornou-se depressão.,
A Island Records estava interessada que Drake promovesse Bryter Layter através da imprensa, entrevistas e sessões de rádio. Drake, por esta altura, fumava, segundo Boyd "uma inacreditável quantidade de maconha" e expondo "os primeiros sinais de psicoses". Até o inverno de 1970, ele havia se isolado em Londres. Decepcionado pelo insucesso do disco, ele criou um pensamento individualista e abandonou a família e seus amigos. Ele raramente deixava o seu apartamento, a não ser para algum concerto ou para comprar drogas. "Este foi um mau tempo", recordou sua irmã.[carece de fontes?]

### Pink Moon
O álbum foi lançado em fevereiro de 1972. Embora Island não quisesse um terceiro álbum, Drake procurou Wood em outubro de 1971 para começar a trabalhar no que seria seu último disco. As sessões duraram duas noites, tendo apenas Drake e seu engenheiro no estúdio. As sombrias faixas de Pink Moon são curtas, as onze canções do disco têm apenas vinte e oito minutos. Drake tinha manifestado descontentamento com o som de Bryter Layter, e acreditava que cordas, bateria e saxofone, criaram um som muito cheio, muito elaborado. Drake não é acompanhado em Pink Moon; apenas na canção título ele mesmo tocou piano. "Ele foi muito determinado em fazer de forma natural, um registro cru", Wood recorda. "Ele definitivamente queria ser ele mais do que qualquer coisa. E eu acho que, em alguns aspectos, Pink Moon é o disco mais ao seu estilo".
Após a conclusão do álbum, Drake entregou as fitas-mestre no balcão da Island Records. Ele colocou-as junto a uma recepcionista do balcão e saiu sem falar com ninguém. As fitas ficaram lá durante o fim de semana, foram percebidas mais tarde, na outra semana. Uma crítica para o álbum feita pela revista Melody Maker em fevereiro começava com "Pink Moon - O disco mais recente de Nick Drake: a primeira era do que ouvimos está acabada". O álbum vendeu menos cópias do que seus antecessores, embora com algumas críticas favoráveis.[carece de fontes?]
| “ | Nick Drake nunca é um artista fingido. O álbum faz uma concessão de que a música deve ser escapista. É apenas a visão de um músico sobre a vida naquele momento e você não pode perguntar mais que isso | ” |

O fundador da gravadora, Chris Blackwell sentia que Pink Moon tinha potencial para popularizar Nick Drake, porém, sua equipe ficou desapontada pelo desinteresse do artista em empreender qualquer atividade promocional. Muff Winwood recorda-se "passando a mão na cabeça" frustrado, e admite que, apesar do entusiástico apoio Blackwell, o resto de nós queria abandoná-lo.
Depois da insistência de Boyd, Drake concordou em conceder uma entrevista a Jerry Gilbert, da Sounds Magazine. Em entrevista única, nunca publicada, o tímido e introvertido cantor folk falou sobre sua antipatia em fazer as coisas que não gostava. "Não houve qualquer nexo", disse Gilbert. "Não creio que ele fez contato comigo ou olhou-me alguma vez". Abandonou a carreira musical, procurou outras profissões, cogitou entrar para o exército.

### Depressão
Voltou a casa dos pais e o seu estado psicológico piorou bastante. Não gostava de apresentar-se ao vivo, quando o fazia, sempre ficava com a cabeça baixa, olhos fechados e não se comunicava com a plateia. Apesar disso, demonstrava extrema necessidade de se tornar famoso e reconhecido: algumas vezes ligou para estranhos e perguntou se já tinham ouvido falar de um cantor chamado Nick Drake.[carece de fontes?]
Em 1971, foi persuadido pela família a visitar um psiquiatra no hospital St Thomas's, em Londres. Foram-lhe prescritos antidepressivos, mas ele se sentia desconfortável e envergonhado em tomá-los e tentou esconder o fato de seus amigos. Ele estava preocupado com a forma com que os medicamentos iriam reagir com o uso constante de maconha. Foi a cada disco deixando mais e mais as apresentações ao vivo, e na época do lançamento de Pink Moon, se recusou a promover a divulgação do álbum. Voltou para casa dos pais e seu estado psicológico piorou muito. Sofreu uma crise nervosa, o que o deixou hospitalizado por cinco semanas.[carece de fontes?]
| “ | Eu não sinto nenhuma emoção sobre nada. Eu não quero rir nem chorar. Estou dormente; morto por dentro. | ” |

Decidiu largar a música e tentar arranjar um emprego. Desistiu disso, e no resto de seus dias fazia viagens ocasionais a Londres e à França, onde visitava amigos. Costumava aparecer sem avisar, ficava por um dia ou às vezes por uma semana e ia embora da mesma maneira que chegara. Ele, que antes era um rapaz de poucas palavras, parou de falar. Ocasionalmente conversava com a mãe ou com um de seus melhores amigos, mas eram raras as ocasiões em que ele falava algo que não fossem monossílabos ou grunhidos. Certa vez, disse a sua mãe, "eu falhei em tudo que tentei fazer". A medicação que Nick tomava provocou mudanças em seu comportamento, brigou com Joe Boyd.[carece de fontes?]
Em julho de 1974, Nick procurou Boyd dizendo que tinha algumas canções para gravar. Essas canções viriam a ser seu quarto álbum, mas ele desistiu das gravações e não teve tempo de retomá-las. Esta sessão inicial foi seguida por outras, em julho. Em autobiografia, o produtor lembrou-as como a demonstração de raiva e amargura: "Ele falou que eu havia dito que ele era um gênio e todos concordavam, porque então ele não era famoso e rico". Boyd e Wood haviam notado uma visível deterioração na performance de Nick. De acordo com Boyd: "Foi muito apático, foi realmente assustador. Foi assim … ele estava em tão mau estado que não podia cantar e tocar violão ao mesmo tempo. Foi tudo em um dia, começou na parte da tarde e terminou à meia-noite, com apenas quatro faixas gravadas". Contudo, o regresso ao estúdio animou Drake; sua mãe mais tarde recordou", Ficamos absolutamente encantados, Nick estava feliz, algo incomum na sua vida nos últimos anos".

### A polêmica morte

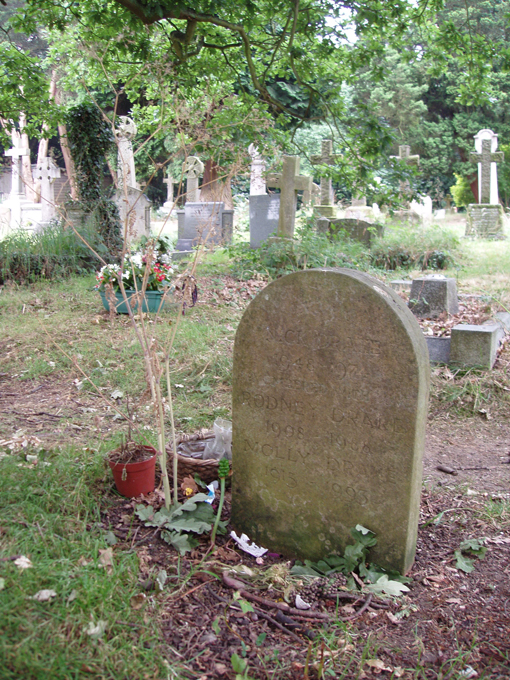
Lápide no pacato cemitério em Tanworth-In-Arden

Até o outono de 1974, permaneceu em contato com apenas alguns amigos íntimos. Ele havia tentado contactar Sophia Ryde, a quem ele havia encontrado pela primeira vez em Londres, em 1968. Ryde relatou em uma das biografias de Nick, ter sido "seu relacionamento mais próximo" com uma namorada, porém, ela agora prefere a designação de "melhor amiga". Numa entrevista 2005, Ryde revelou que ele morreu uma semana depois de ela  tê-lo procurado para pôr fim ao relacionamento: "Eu não podia lidar com ele, perguntei-lhe por algum tempo, depois nunca o vi novamente". Tal como aconteceu com Linda Thompson, a relação amorosa com Ryde nunca foi consumada.
Depois de ter passado a tarde visitando um amigo, havia dormido cedo na noite anterior a sua morte. A certa hora da madrugada ele deixou o seu quarto para ir à cozinha, sua família recorda que ele fazia isso inúmeras vezes. Ele retornou ao seu quarto um pouco mais tarde e tomou alguns comprimidos para "ajudar a dormir", freqüentemente tinha dificuldade em adormecer e estava habituado a manter a dosagem do medicamento Por conta da dificuldade em adormecer, muitas vezes ficava até altas horas da noite tocando e escutando música, em seguida dormia em boa parte da manhã. Recordando os acontecimentos dessa noite, sua mãe mais tarde declarou: "Eu nunca perturbava o sono de ninguém. Mas era cerca de meio-dia, e eu fui, porque ele realmente parecia estar dormindo há muito tempo…". Ela relembrou que Nick ocupava toda a cama por conta de sua estatura, e que a primeira coisa que observou foram "suas longas pernas… a sua longa perna".[carece de fontes?]
Não houve nota de suicídio, porém, uma carta dirigida a Sophia Ryde, a possível namorada. Nela, Molly leu apenas o versos "Now we rise, and we are everywhere", retirados da canção "From the Morning", do álbum Pink Moon. No inquérito de morte, o investigador notificou "intoxicação aguda de amitriptilina auto-administrada quando sofria de uma doença depressiva", e concluiu o veredicto como suicídio, fato contestado por alguns membros de sua família. No entanto, existe uma opinião geral de que, acidental ou não, Drake tinha a noção de ter exercido sua função no mundo.
Rodney descreveu a morte do filho como inesperada; todavia, em uma entrevista de 1979, ele admitiu que "sempre foi preocupado com a depressão de Nick. Nos acostumamos a esconder pílulas e medicamentos em geral em nossa casa". Boyd prefere acreditar que a sobredosagem foi acidental. Ele lembrou que os pais de Nick Drake haviam descrito o seu bom humor na semana anterior, e que havia planejado voltar a Londres para reiniciar a sua carreira musical.. Gabrielle Drake, figura importantíssima pela ascensão póstuma do irmão, declarou que prefere acreditar que Nick decidiu "acabar com tudo aquilo de uma vez", para evitar suposições sobre a morte, o que ofuscaria a discussão sobre a obra musical em si..
Em 2 de dezembro de 1974, depois de uma cerimônia na Igreja de St Mary Magdalene, Tanworth-in-Arden, Drake foi cremado no Solihull Crematorium e suas cinzas depois enterradas sob um carvalho adjacente ao cemitério de St Mary's. O funeral foi assistido por cerca de cinquenta pessoas, incluindo amigos de Marlborough, Aix, Cambridge, Londres, Witchseason, e Tanworth. Brian Wells, referindo-se posteriormente ao gênio de Nick, constatou que muitos de seus amigos reuniram-se mutuamente pela primeira vez naquela manhã. Molly recordou "um grupo de jovens amigos ali, mas não os conhecia".

## Estilo musical
Drake foi um obsessivo na prática com o violão, tocava até a madrugada, experimentava afinações e compunha. Sua mãe lembra: "Eu acho que ele escreveu suas mais bonitas melodias nas primeiras horas da manhã. Em muitas canções ele acrescenta acentos dissonantes através de afinações exóticas, o estilo é alcançado graças aos uso de clusters.
Estudou Literatura Inglesa, enquanto em Cambridge, especialmente as obras de William Blake, William Butler Yeats e Henry Vaughan, embora suas letras não invoquem metáforas típicas de tais influências. Em vez disso, Drake emprega uma série de elementos retirados da natureza. A lua, as estrelas, mar, chuva, árvores, céu, névoa e estações do ano são todas comumente usadas, em parte influenciada pela educação rural. Características outonais são utilizadas para transmitir sentimentos de perda e tristeza. No entanto, Drake escreve com desprendimento, mais do que como um observador, de um ponto de vista descrito pela revista Rolling Stone "como se ele fosse ver a sua vida de uma grande, inultrapassável distância". Esta percepção de incapacidade social gerou especulações sobre sua sexualidade.
Boyd disse que detecta uma virginal qualidade na sua letra e música, e faz notar que nunca observa ou ouve do cantor um comportamento sexual, seja masculino ou feminino. Kirby descreve suas letras como uma "série extremamente vívida, completa observações, quase como uma série de provérbios", ele dúvida que Nick quisesse ser um poeta. Em vez disso, ele acredita que criou tais letras para complementar o clima da melodia em primeiro lugar.

## Reconhecimento da obra
Não houve documentários ou compilações de álbuns logo após sua morte. Seu reconhecimento público manteve-se em baixa até meados de 1970, embora, ocasionalmente mencionado na imprensa musical. A Island Records viu o pouco valor comercial em trazer seu catálogo de volta, e depois de uma crítica, em 1975, escrito por Nick Kent, da NME, afirmou: "… não temos qualquer intenção de relançar os três álbuns, agora ou em qualquer momento futuro previsível".
Por este tempo, seus pais estavam recebendo um número crescente de fãs e admiradores como visitantes à residência familiar em Far Leys. Em 1979, Rob Partridge assumiu a Island Records, e encomendou a liberação da caixa Fruit Tree. Partridge era um fã de Drake, e havia visto ele realizar os discos no início de 1969: "A primeira coisa que fiz quando eu comecei na Island foi sugerir que lançasse uma retrospectiva dos álbuns de estúdio, mais que qualquer outra pessoa que estava lá. Eu não esperava necessariamente milhões de canções, gravações ao vivo ou seja o que for…" O lançamento reuniu os três álbuns estúdio, bem como as quatro faixas gravadas com Wood, em 1974, e foi acompanhado por uma extensa biografia escrita pelo jornalista americano Arthur Lubow. No entanto, as vendas eram mínimas, em 1983, a Island notificou que tiraria Fruit Tree de seu catálogo.
Por meados dos anos de 1980, Drake estava sendo citado como uma influência por artistas como R.E.M. Peter Buck e Robert Smith, dos The Cure. Smith credita a origem do nome da banda na canção "Time Has Told Me" ("A trouble cure, for a trouble mind"). Drake ganhou mais exposição em 1985, com o lançamento "The Life in Northern Town", da banda The Dream Academy, que incluía uma nota dedicatória a ele. Sua reputação continuou a crescer, e até o final da década de 1980, seu nome foi exibido regularmente em jornais e revistas de música do Reino Unido; ele ainda era cultuado por um grande número de pessoas. Drake havia chegado a representar uma espécie de herói mítico de condenados românticos aos olhos de muitos, um "enigma embrulhado dentro de um mistério.
No início de 1999, a BBC produziu quarenta minutos de um radiodocumentário, Lost Boy- in search of Nick Drake, narrado por Brad Pitt, fã do cantor.
No ano seguinte, diretor o neerlandês Jeroen Berkvens lançou um documentário intitulado A Skin Too Few: The Days Of Nick Drake, com entrevistas de Boyd, Gabrielle Drake, Wood e Kirby. Ainda no mesmo ano, o jornal The Guardian elegeu Bryter Layter como o primeiro álbum numa lista dos 100 maiores álbuns alternativos da história. Em 2000, a Volkswagen usou o título da faixa "Pink Moon" para um comercial nos EUA.

### Regravações
Outra forma de reconhecimento surgiu em regravações realizadas por artistas contemporâneos às canções de Drake. "Day is Done", do álbum Five Leaves Left, foi regravada por Norah Jones e Elton John, que também regravou "River Man", "Way to Blue" e "Poor Boy". Brad Mehldau também regravou "River Man" e "Poor Boy", e em 2006, "Things Behind the Sun", do Pink Moon, foi interpretada pelo The Mars Volta.
No Brasil, Renato Russo gravou a música "Clothes of Sand" em seu álbum "The Stonewall Celebration Concert", em 1994. Em 2007 a banda 4 Caras, banda mineira fez uma bela versão de "Northern Sky", como a autorização para gravação chegou apenas uma semana após o fechamento do CD, a música "Luz na Janela Por abrir" não foi gravada mas sempre executada nos shows enquanto banda estava na ativa. A gravação pode ser encontrada em uma famosa plataforma de vídeos.[carece de fontes?]
Em 1993, a revista TIME colocou Five Leaves Left entre os 100 melhores álbuns de todos os tempos. O sítio web gigwise selecionou Pink Moon, em 2007, como uma das 50 melhores capas da história. Na lista, bastante divulgada pela mídia, o disco ocupou a 31ª colocação, citado como exemplo de complexidade.
Após décadas, seus três álbuns estão na lista criada pela revista Rolling Stone dos 500 maiores álbuns da história. Com isso, conseguiu a décima colocação entre os músicos com maior número de álbuns, e o único a ter toda discografia. Seus três discos oficiais foram incluídos, depois de décadas, entre os melhores da história, como nas listas da Rolling Stone e TIME.
Robert Smith, do The Cure, é um admirador da obra de Nick Drake e no início da carreira o cantor quase gravou um disco solo com forte influência do músico. Acerca de Drake, diria um dia: "quando eu era novo sempre sonhei ter uma banda que fosse adorada por poucos e ignorada pelo resto do mundo, como Nick Drake". Numa entrevista considerou Five Leaves Left um dos cinco melhores álbuns de sempre. No Brasil, o cantor e compositor Renato Russo declarou: "Eu descobri Nick Drake há pouco tempo, uns dois anos. É super difícil achar os discos. Ele é um anjo. Ele tem uma sensibilidade extrema.

### Projetos
Lançado em 1998, o documentário intitulado A Skin Too Few conta com depoimentos de amigos e de Gabrielle Drake. Posteriormente, em 2004, foi produzido pela rádio BBC o especial Lost Boy: in search of Nick Drake (Garoto Perdido: em busca de Nick Drake). O programa divulgou a canção "Tow the Line", até então desconhecida.. A Place to be: a Celebration of Nick Drake, um encontro que aconteceu no Egyptian Theatre, em Los Angeles, em outubro de 2007. Contou com um debate com Gabrielle Drake e o produtor Joe Boyd, depois de apresentados alguns filmes, como o curta-metragem Their Place: Reflections On Nick Drake, criado por fãs, entre os quais encontra-se o ator Heath Ledger, que declarou seu desejo de interpretar Nick Drake no cinema.

## Discografia
Em seis anos de carreira, Nick Drake gravou três discos oficiais: Five Leaves Left, disco com claras referências à música clássica, Bryter Layter, com mais influências de jazz, e Pink Moon, o álbum mais depressivo e simples, contando apenas com Nick e um violão. Após sua morte foram lançados o box Fruit Tree em 1979, contendo os três discos oficiais, posteriormente sendo adicionados a compilação Time Of No Reply, de 1986, e o documentário A Skin Too Few. Way To Blue, lançado em 1992, também é uma compilação, já Made To Love Magic, de 2004, inclui gravações caseiras e versões alternativas, como "The Thoughts of Mary Jane", em que é acompanhado pelo guitarrista Richard Thompson. Em 19 de junho de 2007, Family Tree, que contém gravações caseiras não só de Nick Drake como também de sua mãe e tios, completou os lançamentos póstumos.[carece de fontes?]
Suas músicas também passaram a integrar filmes e séries a partir de 1995 quando "Time of No Reply" foi utilizada no filme Kicking and Screaming. Outros seguiram, tal qual em A Casa do Lago com "Time Has Told Me", que também aparece em Vice, e "Pink Moon", que também aparece em Driving Lessons; "River Man" em Dream with the Fishes e Oesters van Nam Kee; "Fly" em The Royal Tenenbaums,; "One of These Things First" em Garden State e Seven Pounds, assim como em Crush; "Black Eyed Dog", que também aparece em The Good Girl e Practical Magic, e "Northern Sky", que aparece também em Fever Pitch, em Serendipity e em A Beautiful Day in the Neighborhood , "Road" em Hideous Kinky; e "Day is Done" em Dad Savage. "Cello Song" toca em True Dreams, My Name Is Tanino, Me Without You, Ratcatcher, Crush, sendo a canção de Nick Drake mais usada em filmes.
Algumas séries que utilizaram canções de Drake foram Young Americans, Opposite Sex, The Boys of 2nd Street Park, My Name is Earl e Flash Forward.